# 阿拉斯泰尔·戈登
阿拉斯泰尔·戈登（英語：Alastair Gordon，1976年12月8日—），澳大利亚男子赛艇运动员。他曾代表澳大利亚参加2000年夏季奥林匹克运动会赛艇比赛，获得男子八人单桨有舵手银牌。